# Mirdza Ķempe
Mirdza Ķempe (ulterior Naikovska; n. 27 ianuarie/9 februarie 1907, Libava, gubernia Curlanda⁠(d), Imperiul Rus – d. 12 aprilie 1974, Riga, Republica Sovietică Socialistă Letonă, URSS) a fost o poetă, traducătoare și lingvistă letonă.

## Biografie
Mirdza Ķempe s-a născut într-o familie din clasa muncitoare din Liepāja, Letonia. Potrivit altor surse, tatăl ei era un agent comercial. Din 1914 până în 1926 a locuit în cartierul Tosmare, pe str. Ģen. Baloža nr. 47; mai târziu, ea și familia ei s-au mutat într-o locuință de pe str. Bernatu nr. 41 în Liepāja. A învățat la Școala primară nr. 1 din Liepāja (azi Școala nr. 5 din Liepāja) în perioada 1915-1919, apoi a urmat gimnaziul și liceul la Școala secundară nr. 1 din Liepāja, absolvind în 1925. 
A debutat în 1923 cu poezia „Ne jums!”, care a fost publicată în ziarul Kurzemes Vārds. În același an ea a tradus în limba letonă piesa de teatru Mozart și Salieri a lui Pușkin. În 1927 a fost admisă la Universitatea din Riga, dar, fiind orfană de tată, a trebuit să-și abandoneze studiile din cauza lipsei de bani, și a început să lucreze din 1928 pe post de crainic la postul Rīgas radiofons. A devenit apoi reporter și șef al secției literare și artistice al postului de radio leton. În 1931 s-a căsătorit cu scriitorul Eriks Ādamsons, dar a divorțat cu puțin timp înaintea începerii celui de-al Doilea Război Mondial. Fratele ei, Emils, a murit în Războiul Civil din Spania, luptând de partea republicanilor.
A tradus opere literare din limbile rusă, engleză, germană, spaniolă și franceză. În 1941, în timpul celui de-al Doilea Război Mondial, s-a refugiat din cauza apropierii frontului la Astrahan, Ivanovo și Moscova. A lucrat acolo ca traducătoare pentru ansamblul muzical al RSS Letone și a scris poezii și piese de teatru. Începând din 1942 a fost director literar al Teatrului de Marionete din Moscova.
După ce s-a întors în Letonia a fost director artisti al Teatrului de Marionete din Riga (1944-1947). Apoi a fost consilier la Uniunea Scriitorilor din RSS Letonă. S-a implicat în particular în schimburile culturale între RSS Letonă și Republica India.
I-a fost acordat Premiul de Stat al RSS Letonă (1958), Premiul de Stat al URSS (1967) și Ordinul Steagul Roșu Muncii. În 1971 a primit diploma de doctor honoris causa a Universității Visva-Bharati pentru contribuția sa la popularizarea operelor literare în limba urdu. A murit la Riga în 1974 și a fost înmormântată în cimitirul Līvu din Liepāja.
Memoria Mirdzei Ķempe a fost omagiată prin înălțarea a două monumente: un monument la Liepāja, proiectat de arhitecta Ligita Ulmane și dezvelit în 9 februarie 1989, și un alt monument la Riga. O stradă din cartierul Ezerkrasts din Liepāja a primit numele ei.

## Poezie
Mirdza Ķempe a publicat 15 volume de poezii, printre care Rīta vejš (1946), Gaisma akmenī, Ērkšķuroze (1972), Mīlestības krāšņais, Dzintara spogulis (1968), Mirkļu mužiba etc.
| Ne jums! „Ne jums es vaicāšu: kas grēks, kas kauns? Par velti draudiet man ar tumsas baismu! Es pati savu dzīvi celšu – Vienalga man, kur ceļam reiz būs gals…” | Manai Liepājai „Jūras meita, Zemes māsa. Mana Liepāja, ko mīlu. Tavām acīm dzelmes krāsa, Kurā atspīd debess dzīle.” |

## Opera
- Drauga vārdi (1950)
- Mieram un dzīvībai (1951)
- Dzejas (1955)
- Mīlestība (1957)
- Es nevaru klusēt (1959)
- Skaudrā liesma (1961)
- Mirkļu mūžība (1964)
- Gaisma akmenī (1967)
- Dzintara spogulis (1968)
- Cilvēka ceļš (1969)
- Ērkšķuroze (1973)
- Mīlestības krāšņais koks (1977)
- Izlase (1982)
- Rīta vējš (2013)